# Kim Walker
Kimberly Anne Walker (New York, 19 juni 1968 - Los Angeles, 6 maart 2001) was een Amerikaanse film- en televisie-actrice. Een van haar bekendste rollen was die van pestkop Heather Chandler in de zwartgallige komedie Heathers uit 1989.

## Leven
Walker studeerde aan de Fiorello La Guardia High School of the Performing Arts in haar geboorteplaats New York. Haar klasgenoot en beste vriendin bij La Guardia was actrice Jennifer Aniston. De twee verhuisden samen naar Los Angeles om te gaan acteren.
Ze stierf aan de gevolgen van een hersentumor in haar huis in Los Angeles op 6 maart 2001.

## Filmografie
- Student Exchange (1987); tv-film
- Heathers (1989)
- Say Anything... (1989)
- Deadly Weapon (1989)
- The Preppie Murder (1989); tv-film
- The Outsiders (1990); tv-serie, 13 afl.
- The Julie Show (1991); tv-film
- Nervous Ticks (1992)
- The Favor (1994)
- Gambler V: Playing for Keeps (1994); miniserie
- A Reason to Believe (1995)
- Somewhere in the City (1998)
- Killing Cinderella (2000); laatste filmrol

- International Standard Name Identifier: 0000 0000 4865 2543
- Library of Congress Control Number: no2004078874
- MusicBrainz: 5324b6cf-eb4e-4209-be48-0066da32616e
- Virtual International Authority File: 29247462
- WorldCat: E39PBJcrhxfHmqJq7VxfpK9v73